# Шангајски масакр
Шангајски масакр од 12. априла 1927, познат и као чистка 12. априла или инцидент од 12. априла, био је насилно сузбијање организација Комунистичке партије Кине (КПК) и левичарских елемената у Шангају од стране снага које су подржавале генерала Чанг Кај Шека и конзервативне фракције у Куоминтангу (Кинеска националистичка партија или КМТ). Након инцидента, конзервативни КМТ елементи спровели су пуну чистку од комуниста у свим областима под њиховом контролом, а насилно потискивање је дошло у Гуангџоуу и Чангши.  Чистка је довела до отворених подела између левичарских и десничарских фракција у КМТ, при чему се Чанг Кај Шек успоставио као вођа десничарске фракције са седиштем у Нанкингу, у супротности са првобитном левичарском КМТ владом са седиштем у Вухану, коју је водио Ванг Ђингвеј. До 15. јула 1927. режим у Вухану је протерао комунисте из својих редова, чиме је фактички био окончан Први уједињени фронт, савез КМТ и КПК под паском агената Коминтерне. До остатка 1927, КП Кине ће се борити да поврати власт, отпочевши Устанак јесење жетве. Са неуспехом и сламањем устанка у Гуангџоуу, међутим, моћ комуниста је у великој мери смањена, били су неспособни да покрену још једну велику урбану офанзиву.

## Позадина
Корени масакра сежу до савеза Куоминтанга са Совјетским Савезом, који је формално иницирао оснивач КМТ Сун Јат-сен након разговора са совјетским дипломатом Адолфом Јофеом у јануару 1923. године. Алијанса је укључивала и финансијску и војну помоћ и малу али важну групу совјетских политичких и војних саветника, на челу са Михаилом Бородином. Услови Совјетског Савеза за савез и помоћ укључивали су сарадњу са малом Комунистичком партијом Кине. Сун је пристао да пусти комунисте да се придруже КМТ као појединци, али је искључио савез са њима или њихово учешће као организовани блок. Поред тога, захтевао је да се комунисти, по уласку у КМТ, придржавају идеологије КМТ-а и поштују партијску дисциплину. Након њиховог пријема у КМТ, комунистичке активности, често прикривене, убрзо су привукле противљење савезу међу истакнутим члановима КМТ. Унутрашњи сукоби између левих и десних вођа КМТ-а у вези са Уједињеним фронтом са КПК настављени су све до покретања Северне експедиције.
Планови за северну експедицију настали су од Сун Јат-сена. Након избацивања из владе у Пекингу, 1920. године се вратио у војску и преузео контролу над неким деловима провинције Гуангдонг. Његов циљ је био да прошири своју контролу над читавом Кином, посебно Пекингом. Након Сунове смрти од рака у марту 1925. године, вође КМТ-а су наставили да гурају план, и након што су очистили гуангџоуске комунисте и совјетске саветнике током „кантонског пуча“ 20. маја 1926. године, коначно су покренули експедицију тог јуна. Након почетних успеха у првим месецима експедиције су убрзо видели да КМТ−ова Национална револуционарна армија (НРА) контролише Гуангдонг и велика подручја у Хунану, Хубеју, Ђангсију и Фуђијану.
Са порастом ауторитета КМТ-а и војне снаге, борба за контролу праваца и вођства Партије се интензивирала. У јануару 1927. НРА, којом је командовао Чанг Кај Шек, заузела је Вухан и наставила са нападом на Нанчанг, а вођа КМТ Ванг Ђингвеј и његови левичарски савезници, заједно са кинеским комунистима и совјетским агентом Бородином, пренели су седиште Националистичке владе од Гуангџоуа до Вухана. Националистичка влада је 1. марта реорганизовала Војну комисију и ставила Чанга под своју надлежност док је тајно планирала да га ухапси. Чанг је сазнао за заверу, што је највероватније довело до његове одлучности да очисти комунисте из редова КМТ.
Као одговор на напредак НРА, комунисти у Шангају почели су да планирају устанке против снага господара рата које су контролисале град. Од 21. до 22. марта, радници синдиката КМТ и КПК, предвођени Џоу Енлајем и Чен Дусјуом, покренули су оружани устанак у Шангају и поразили снаге господара рата Жили клике. Победнички синдикални радници заузели су и управљали урбаним Шангајем, осим у међународним насељима пре доласка НРА-ове Армије Источне руте, коју су предводили генерали Бај Чонгси и Ли Џонгчен. Након инцидента у Нанкингу у којем су нападнути и опљачкани страни држављани у Нанкингу, и десно крило Куоминтанга и западне силе су се узнемириле порастом утицаја комуниста, који су наставили да организују свакодневне масовне студентске протесте и радничке штрајкове тражећи повратак међународних насеља у Шангају под кинеску контролу. Са Бајевом војском која је чврсто контролисала Шангај, 2. априла Централна контролна комисија КМТ, коју је предводио бивши канцелар Пекиншког универзитета Цај Јуанпеј, утврдила је да су акције КПК биле антиреволуционарне и поткопале националне интересе Кине, и гласала је једногласно да очисти комунисте из Куоминтанга.

## Масакр
Ванг Ђингвеј је 5. априла стигао у Шангај из иностранства и састао се са лидером КПК Ченом Дусјуом. Након састанка они су издали заједничку декларацију којом се поново потврђује принцип сарадње између КМТ и КПК, упркос хитним молбама Чанга и других старешина КМТ-а да се елиминише утицај комуниста. Када је Ванг следећег дана отишао из Шангаја у Вухан, Чанг је затражио од вође Зелене банде Ду Јуешенга и других вођа банди у Шангају да формирају ривалски синдикат који ће се супротставити шангајском радничком синдикату који контролишу комунисти, и извршио последње припреме за чишћење чланова КПК.
Дана 9. априла, Чанг је прогласио ванредно стање у Шангају и Централна контролна комисија је издала проглас „Партијска заштита и национални спас“, осуђујући политику сарадње националистичке владе Вухана са КПК. Чанг је 11. априла издао тајно наређење свим провинцијама под контролом његових снага да се комунисти очисте из КМТ-а.
Пре зоре 12. априла, чланови банде почели су да нападају окружне канцеларије које контролишу синдикални радници, укључујући Џабеја, Наншија и Пудонга. По хитном декрету, Чанг је наредио 26. армији да разоружа радничке милиције, што је довело до тога да је више од 300 људи убијено и рањено. Синдикални радници су 13. априла организовали масовни митинг осуђујући Чанг Кај Шека, а хиљаде радника и студената отишло је у штаб 2. дивизије 26. армије на протест. Војници су отворили ватру, убили 100 и ранили много више. Чанг је распустио привремену владу Шангаја, синдикате и све друге организације под контролом комуниста и реорганизовао мрежу синдиката оданих Куоминтангу и под контролом Ду Јуешенга. Неки извори кажу да је преко 1000 комуниста и левичара КМТ ухапшено, око 300 погубљено, а више од 5000 је нестало; неки наводе да је убијено 5.000 комуниста и левичара док други тврде да је убијено и до 10.000. Западни новински извештаји су касније дали надимак генералу Бају "Секач комунистичких глава". Неки команданти Националне револуционарне армије са комунистичким пореклом, који су дипломирали на Војној академији Вампоа, скривали су своје симпатије према комунистима и нису били ухапшени, а многи су променили своју оданост КПК након почетка Кинеског грађанског рата.
Током Белог терора, локални званичници Куоминтанга су посебно циљали краткодлаке жене које нису биле подвргнуте везивању стопала. Ови званичници су претпостављали да су жене које су одбациле везивање стопала и традиционалне фризуре радикалне. Снаге Куоминтанга би им одсецале груди и бријале главе, показујући њихове унакажене лешеве да би преплашиле становништво.

## Последице
Током Белог терора, Куоминтанг је убио више од милион људи, првенствено сељака. Више од 10.000 комуниста је погубљено у Чангшију у року од 20 дана. Совјетски Савез је званично прекинуо сарадњу са Куоминтангом, док је Ванг, плашећи се одмазде као симпатизер комуниста, побегао у Европу. Националистичка влада Вухана се убрзо распала, остављајући Чанга као јединог легитимног вођу Куоминтанга. У годинама након априла 1927. године, 300.000 људи је убијено у Хунану у трогодишњем рату против комуниста, док су многе породице Хака и Ше народа убијене у планинама, укључујући и бебе, док су младе жене продате у проституцију. Надаље су снаге Куоминтанга побиле око 80.000 људи у Лилингу, а око 300.000 хунанских цивила су побиле у округу Чалинг у Хунану, Лејангу, Лиујангу и Пингђангу.
39 чланова Централног комитета Куоминтанга у Вухану, укључујући и Сунову удовицу Сунг Чинглинг, јавно је осудило Чанг Кај Шека као издајника Сун Јат-сена, одмах након чистке. Међутим, Чанг је био пркосан, формирајући потпуно нову националистичку владу која ће се супротставити комунистички толерантној националистичкој влади у Вухану коју је 18. априла контролисао Ванг Ђингвеј. Чистке су донеле влади Нанџинга подршку већег дела НРА, класе кинеских трговаца и страних предузећа, ојачавајући њену економску и војну позицију.
Двојне ривалске владе КМТ нису дуго трајале. У мају 1927. комунисте и сељачке вође у области Вухана су више пута нападали националистички генерали. Јосиф Стаљин је 1. јуна послао телеграм комунистима у Вухану, позивајући на мобилизацију армије радника и сељака. Ово је узнемирило Ђингвеја, који је одлучио да раскине савез са комунистима и да се помири са Чанг Кај Шеком.
На страни комуниста, Чен Дусју и његови совјетски саветници, који су промовисали сарадњу са КМТ, били су дискредитовани и изгубили су своју водећу улогу у КПК. Чен је лично окривљен, приморан је да поднесе оставку и замењен је Ћу Ћубајем, који није променио Ченову политику ни на који фундаменталан начин. КПК је планирала радничке побуне и револуције у урбаним срединама. Бели терор је потпуно разбио комунисте, преживело је само 10.000 чланова партије од 60.000.
Прве битке десетогодишњег Кинеског грађанског рата почеле су оружаним комунистичким побунама у Чангши, Нанчангу и Гуангџоуу. Током устанка у Нанчангу у августу, комунистичке трупе под командом Џу Деа су поражене, али су побегле од снага Куоминтанга повлачењем у планине Ђангси. У септембру је Мао предводио малу сељачку војску у устанку јесење жетве у Хунану. Била је брутално сломљена, а преживели су се такође повукли у Ђангси, формирајући прве елементе онога што ће постати Народноослободилачка армија. У време када је Централни комитет КПК био приморан да побегне из Шангаја 1933. године, Мао је успоставио совјете засноване на сељацима у провинцијама Ђангси и Хунан, претварајући комунистичку базу подршке из урбаног пролетаријата у село, где ће се водити Народни рат.
У јуну 1928. године, Национална револуционарна армија је заузела Пекинг, главни град владе Беијанга, што је довело до номиналног уједињења Кине и светског признања Републике као легалне владе Кине.